# Euplectrus cariniscutum
Euplectrus cariniscutum är en stekelart som beskrevs av Girault 1915. Euplectrus cariniscutum ingår i släktet Euplectrus och familjen finglanssteklar. Inga underarter finns listade i Catalogue of Life.